# دييغو ديل ريو
دييغو ديل ريو (بالإسبانية: Diego del Rio)‏ مواليد 4 سبتمبر 1972 في بوينس آيرس، هو لاعب كرة مضرب أرجنتيني سابق بدأ مسيرته كمحترف سنة 1990 وكان يلعب باليد اليمنى. أعلى تصنيف له في الفردي كان المركز الـ 274 في سنة 1994. أعلى تصنيف له في الزوجي كان المركز الـ 66 في سنة 1998.

## النهائيات

### الزوجي: 1 (1–0)
| الحصيلة | الرقم | السنة | الدورة | الأرضية | الشريك         | المنافس في النهائي     | النتيجة في النهائي |
| ------- | ----- | ----- | ------ | ------- | -------------- | ---------------------- | ------------------ |
| الفوز   | 1.    | 1998  | بوغوتا | ترابية  | ماريانو بويرتا | غابور كوفز ايريك تاينو | 6–7, 6–3, 6–2      |

## روابط خارجية
- دييغو ديل ريو على موقع رابطة محترفي التنس (الإنجليزية)
- دييغو ديل ريو على موقع الاتحاد الدولي لكرة المضرب (الإنجليزية)
- دييغو ديل ريو على موقع خلاصة التنس.كوم (الإنجليزية)